# 網紋草
網紋草（学名：Fittonia albivenis），又名白網紋草、紅網紋草，为爵床科網紋草屬下的一个被子植物物种。網紋草是哥倫比亞、秘魯、玻利維亞、厄瓜多爾和巴西北部等地的熱帶雨林的本土植物，但不具入侵性。作為一種草本植物，本物種的特色是其深綠色的葉片，與其白色或紅色葉脈形成強烈的對比。在氣溫低於10 °C（50 °F）的温带地區只能於室内作觀葉植物來種植。

## 生長

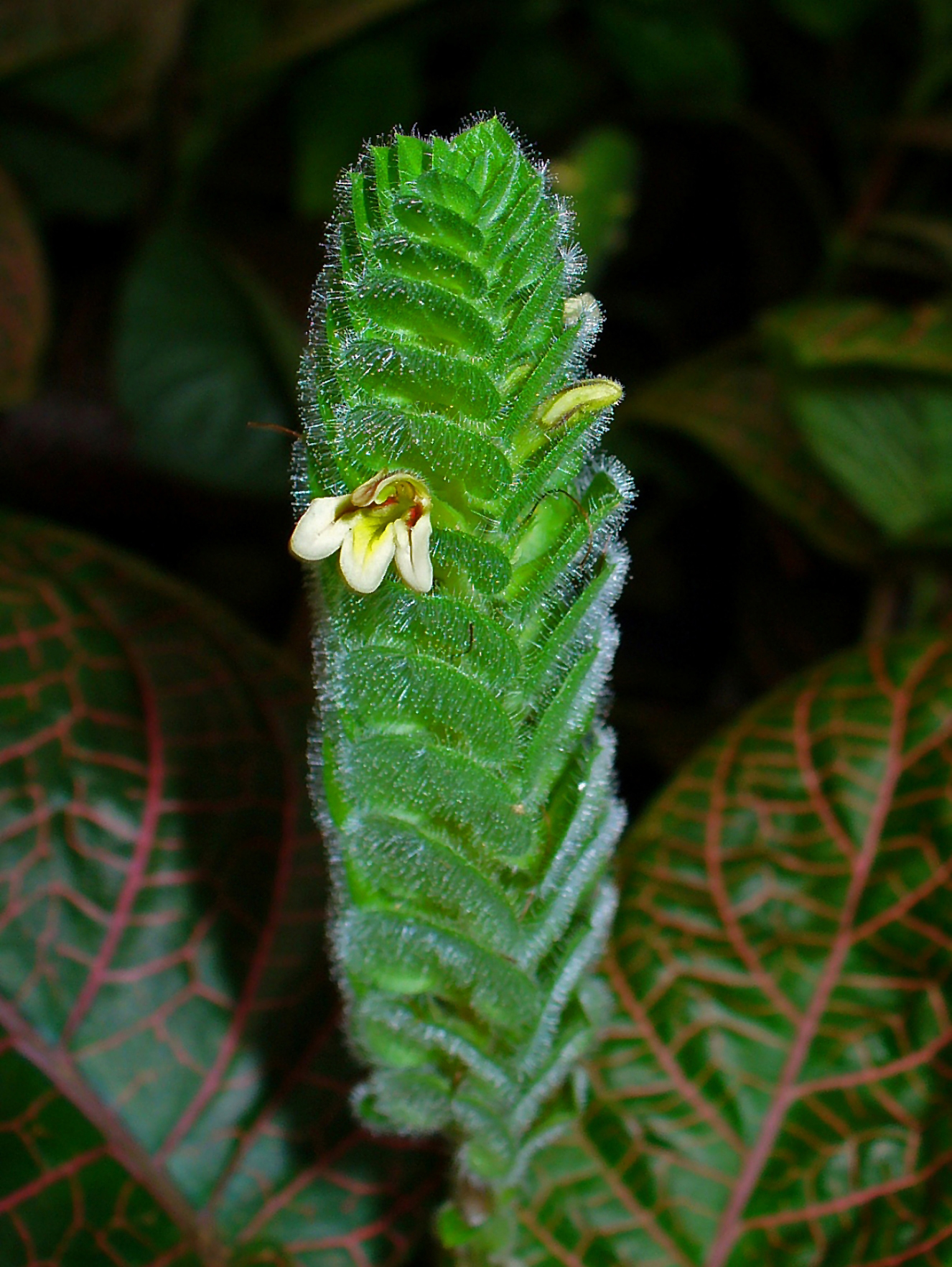
Inflorescence

本物種為攀爬類的常绿多年生植物，可長至15 cm（6英寸）高，有鬱鬱蔥蔥的鵝蛋形綠葉，7 cm（2.7559055118英寸）長，白色到深粉紅色的短脈和覆蓋莖的短絨毛；在莖分裂成葉子時可能出現小芽。花很小，有白色到灰白色。

## 栽培品种
此植物為園藝植物，需要有肥沃或以泥炭為基底的泥土來栽種。小型觀葉盆栽植物，適宜於陽光溫和的潮濕地區、溫度在55 °F（13 °C）的環境種植。光照對網紋草來說其實並不太重要。在溫帶地區，網紋草適宜在溫室内作觀葉植物來種植，而且需要定時澆水。當植物多天沒有澆水，會變得沒有精神，但其健康可在補充水份之後快速回復。種植本物種並不容易，所以想種植的人建議從苗圃購買本物種的幼苗來種植。而網紋草所外擴展的習性，使其很適合作為一種覆地植物去種植。
本物種有多個栽培品种，當中Argyroneura Group和Verschaffeltii Group榮獲皇家园艺学会的優秀園藝獎。

## 用途
在厄瓜多尔厄瓜多爾亞馬遜地區的科凡人、西奥那人及Secoya人等部落會以本物種來醫治頭痛，而其葉片則被Machiguenga部落在引入Psychotria viridis之前會作致幻剂來使用。用他們的語言來說：「可為眼球提供異象」。
而在亞馬遜地區的西北部，當地人則會把網紋草的葉片製茶，以舒緩牙痛。

## 參看
- Psychedelic plants（英语：Psychedelic plants）

## 外部連結
- Fittonia albivenis (Verschaffeltii Group) （页面存档备份，存于）
- 红网纹草Fittonia verschaffeltii （页面存档备份，存于）